# 亨利街

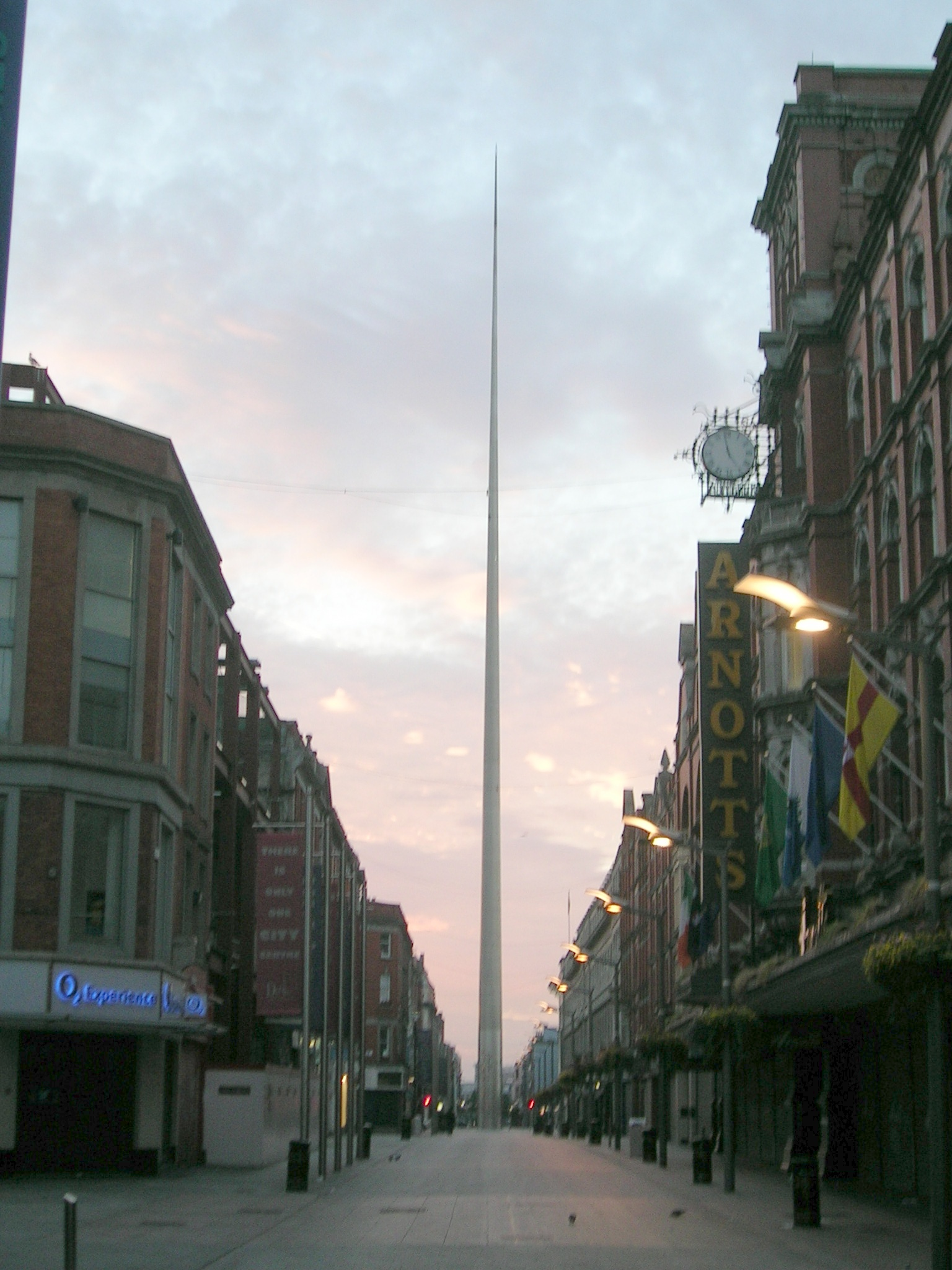
亨利街上的都柏林尖塔

亨利街（henry street）是愛爾蘭首都都柏林的一條街道。亨利街位於都柏林市區北岸，是都柏林的兩條主要購物街之一（另外一條是格拉夫頓街）。亨利街得名於亨利·摩爾。自1980年代開始，亨利街發展為都柏林主要購物街，每年有3300萬人到訪。